# Pustolosi esantematica acuta generalizzata
La pustolosi esantematica acuta generalizzata (PEAG o AGEP nell'acronimo inglese) è una reazione da ipersensibilità di tipo IV facente parte delle reazioni avverse da farmaco severe (SCAR - severe cutaneous adverse reaction). È caratterizzata dalla comparsa di pustole sterili in seguito all'assunzione di alcuni farmaci.

## Storia
Fu descritta per la prima volta nel 1968 da Harvey Baker e Terence J. Ryan studiando pazienti precedentemente considerati affetti da psoriasi pustolosa che sviluppavano pustole sterili ad insorgenza e risoluzione acuta e non recidivanti in seguito a terapia con alcuni farmaci.

## Epidemiologia
È una reazione avversa da farmaco molto rara con un'incidenza stimata attorno a 1-5 casi per milione di abitanti all'anno. Colpisce prevalentemente adulti con un'età media di 56 anni e vi è una lieve predilezione per il sesso femminile con un rapporto maschi/femmine di 0,8.

## Eziologia
Nel 90% dei casi la patologia è scatenata da farmaci quali amoxicillina, ampicillina, chinoloni, clorochina, diltiazem, idrossiclorochina, pristinamicina, sulfamidici e terbinafina, raramente da antiepilettici, corticosteroidi, macrolidi e oxicam. Il restante 10% è costituito da casi isolati associati ad infezioni batteriche o virali (citomegalovirus, coxsackievirus, parvovirus B19 e Mycoplasma pneumoniae) o punture d'insetto.

## Patogenesi
La patogenesi non è stata del tutto chiarita. Una minoranza di pazienti affetti da questa patologia presenta mutazioni in omozigosi o eterozigosi nel gene IL36RN, codificante per l'antagonista recettoriale dell'interleuchina 36 (IL-36Ra) associato anche allo sviluppo di psoriasi pustolosa e ad altre patologie associate alla comparsa di pustole.
Sono stati identificati linfociti CD4+ e CD8+ farmaco-specifici caratterizzati da elevata produzione di CXCL8 (IL-8) nel sangue di pazienti affetti che potrebbero svolgere un ruolo patogenetico. Si tratta della principale chemochina coinvolta nella chemiotassi dei neutrofili che a loro volta sarebbero in grado di determinare le pustole sterili tipiche della patologia.

## Istopatologia
Si riscontra significativa spongiosi epidermica associata a vescicole e pustole subcornee e intraepidermiche. Il derma è marcatamente spongiotico e presenta infiltrati perivascolari costituiti prevalentemente da neutrofili e leucocitoclasia, le papille dermiche sono edematose.

## Clinica
Circa 2-5 giorni dopo l'assunzione del farmaco scatenante, i pazienti presentano un'eruzione cutanea diffusa caratterizzata dalla comparsa di centinaia o migliaia di pustole sterili, non follicolari, di piccole dimensioni su base eritematosa ed edematosa localizzate inizialmente al volto e alle grandi pieghe e che possono poi estendersi ad altre regioni sino a interessare gran parte della superficie cutanea. Le mucose sono generalmente risparmiate. In rari casi si possono presentare vescico-bolle, porpora o lesioni a bersaglio. Il quadro può essere preceduto o associato ad astenia, bruciore, febbre (> 38 °C) e prurito. Vi può essere coinvolgimento sistemico a carico di cuore, polmoni e reni che tende ad essere autolimitante. Le lesioni pustolose si risolvono spontaneamente con desquamazione nell'arco di alcuni giorni e la prognosi è eccellente nella quasi totalità dei casi.
È stata descritta una forma nota come pustolosi esantematica localizzata acuta (ALEP) caratterizzata dal coinvolgimento di una sola regione cutanea, solitamente il collo.

## Diagnosi
Un'attenta anamnesi focalizzata sui farmaci assunti dal paziente nei giorni precedenti l'esantema è fondamentale e aiuta la diagnosi differenziale con la psoriasi pustolosa, la sindrome di Sneddon, le reazioni avverse da farmaco con eosinofilia e sintomi sistemici (sindromi DRESS) e quadri infettivi. Nella psoriasi pustolosa il decorso è cronico-recidivante, le lesioni non si localizzano preferenzialmente alle pieghe, non si risolvono rapidamente, sono meno frequentemente associate ad assunzione di farmaci e può coesistere artrite psoriasica. Una biopsia cutanea fornisce ulteriori elementi dal momento che nella psoriasi pustolosa sono presenti papillomatosi ed acantosi. Ogni paziente dovrebbe essere sottoposto ad esami ematici comprendenti emocromo completo (comuni neutrofilia ed eosinofilia), elettroliti, indici infiammatori e funzionalità epatica e renale per escludere un coinvolgimento sistemico. Può essere effettuato un tampone e un successivo esame colturale per escludere un quadro infettivo.

## Terapia
Il farmaco sospettato di aver scatenato il quadro va sospeso. Le forme che coinvolgono una superficie cutanea limitata possono essere trattate con corticosteroidi topici ad elevata attività. Le forme più estese e sono trattate con un ciclo di prednisone associato ad emollienti per tutta la durata dell'evoluzione delle lesioni, sino alla risoluzione della desquamazione. Se vi è coinvolgimento sistemico è importante il monitoraggio emodinamico del paziente e l'avvio di un'adeguata fluidoterapia. Nei pazienti febbrili va esclusa una causa infettiva, altrimenti si deve introdurre una terapia antibiotica evitando possibili farmaci scatenanti la patologia.